# Tir la Jocurile Olimpice de vară din 2020 - Skeet (masculin)
Proba de tir skeet masculin de la Jocurile Olimpice 2020 a avut loc în perioada 25-26 iulie 2021 la Asaka Shooting Range.

## Program
Orele sunt ora Japoniei (UTC+9) 
| Data                    | Timp  | Etapă                   |
| ----------------------- | ----- | ----------------------- |
| Duminică, 25 iulie 2021 | 10:00 | Calificări - ziua 1     |
| Luni, 26 iulie 2021     | 10:00 | Calificări - ziua a 2-a |
| Luni, 26 iulie 2021     | 15:50 | Finala                  |

## Rezultate

### Rezultate calificări
| Loc | Sportiv                  | Țară                       | 1  | 2  | 3  | 4  | 5  | Total     | Shoot-off | Note              |
| --- | ------------------------ | -------------------------- | -- | -- | -- | -- | -- | --------- | --------- | ----------------- |
| 1   | Eric Delaunay            | Franța                     | 25 | 25 | 25 | 24 | 25 | 124       | +6        | C, Record Olimpic |
| 2   | Tammaro Cassandro        | Italia                     | 24 | 25 | 25 | 25 | 25 | 124       | +5        | C, Record Olimpic |
| 3   | Eetu Kallioinen          | Finlanda                   | 25 | 25 | 24 | 25 | 24 | 123       |           | C                 |
| 4   | Vincent Hancock          | Statele Unite ale Americii | 25 | 25 | 25 | 25 | 22 | 122       | +8        | C                 |
| 5   | Abdullah Al-Rashidi      | Kuweit                     | 25 | 25 | 24 | 25 | 23 | 122       | +7        | C                 |
| 6   | Jesper Hansen            | Danemarca                  | 25 | 24 | 23 | 25 | 25 | 122       | +5+8+20   | C                 |
| 7   | Jakub Tomeček            | Cehia                      | 24 | 25 | 25 | 25 | 23 | 122       | +5+8+19   |                   |
| 8   | Nicolás Pacheco Espinosa | Peru                       | 24 | 24 | 25 | 25 | 24 | 122       | +5+7      |                   |
| 9   | Georgios Achilleos       | Cipru                      | 25 | 24 | 24 | 25 | 24 | 122       | +3        |                   |
| 10  | Gabriele Rossetti        | Italia                     | 23 | 25 | 24 | 24 | 25 | 121 CB:37 |           |                   |
| 11  | Emmanuel Petit           | Franța                     | 23 | 25 | 24 | 24 | 25 | 121 CB:28 |           |                   |
| 12  | Dimitris Konstantinou    | Cipru                      | 24 | 25 | 24 | 23 | 25 | 121       |           |                   |
| 13  | Lee Jong-jun             | Coreea de Sud              | 24 | 25 | 24 | 24 | 24 | 121       |           |                   |
| 14  | Erik Watndal             | Norvegia                   | 25 | 24 | 25 | 23 | 24 | 121       |           |                   |
| 15  | Phillip Jungman          | Statele Unite ale Americii | 24 | 24 | 23 | 24 | 25 | 120 CB:47 |           |                   |
| 16  | Mansour Al-Rashedi       | Kuweit                     | 24 | 24 | 23 | 24 | 25 | 120 CB:36 |           |                   |
| 17  | Federico Gil             | Argentina                  | 25 | 23 | 25 | 23 | 24 | 120       |           |                   |
| 18  | Angad Bajwa              | India                      | 24 | 25 | 24 | 23 | 24 | 120       |           |                   |
| 19  | Azmy Mehelba             | Egipt                      | 23 | 22 | 22 | 24 | 23 | 120       |           |                   |
| 20  | Nikolaos Mavrommatis     | Grecia                     | 23 | 24 | 23 | 24 | 25 | 119       |           |                   |
| 21  | Paul Adams               | Australia                  | 25 | 25 | 23 | 22 | 24 | 119       |           |                   |
| 22  | Saeed Al-Mutairi         | Arabia Saudită             | 24 | 24 | 23 | 25 | 23 | 119       |           |                   |
| 23  | Stefan Nilsson           | Suedia                     | 25 | 24 | 23 | 24 | 23 | 119       |           |                   |
| 24  | Saif Bin Futtais         | Emiratele Arabe Unite      | 24 | 23 | 23 | 23 | 24 | 117       |           |                   |
| 25  | Mairaj Ahmad Khan        | India                      | 25 | 24 | 22 | 23 | 23 | 117       |           |                   |
| 26  | Emin Jafarov             | Azerbaidjan                | 25 | 23 | 23 | 22 | 23 | 116       |           |                   |
| 27  | Hiroyuki Ikawa           | Japonia                    | 23 | 23 | 23 | 22 | 23 | 114       |           |                   |
| 28  | Lari Pesonen             | Finlanda                   | 23 | 25 | 23 | 24 | 19 | 114       |           |                   |
| 29  | Mostafa Hamdy            | Egipt                      | 23 | 22 | 22 | 25 | 20 | 112       |           |                   |
| 30  | Juan Schaeffer           | Guatemala                  | 21 | 22 | 22 | 23 | 19 | 107       |           |                   |

### Finală
| Loc | Sportiv                   | Serii | Serii | Serii | Serii | Serii | Serii | Note           |
| Loc | Sportiv                   | 1     | 2     | 3     | 4     | 5     | 6     | Note           |
| --- | ------------------------- | ----- | ----- | ----- | ----- | ----- | ----- | -------------- |
| 1   | Vincent Hancock (USA)     | 10    | 20    | 29    | 39    | 49    | 59    | Record olimpic |
| 2   | Jesper Hansen (DEN)       | 9     | 19    | 29    | 39    | 48    | 55    |                |
| 3   | Abdullah Al-Rashidi (KUW) | 10    | 20    | 29    | 37    | 46    |       |                |
| 4   | Eetu Kallioinen (FIN)     | 10    | 20    | 28    | 36    |       |       |                |
| 5   | Eric Delaunay (FRA)       | 8     | 16    | 25    |       |       |       |                |
| 6   | Tammaro Cassandro (ITA)   | 8     | 16    |       |       |       |       |                |